# Introducing... The Beatles
Introducing... The Beatles è il primo album dei Beatles pubblicato negli Stati Uniti. Originariamente prodotto per essere pubblicato nel luglio del 1963, uscì invece il 10 gennaio 1964 pubblicato dalla Vee Jay Records pochi giorni prima di Meet the Beatles! della Capitol. È stato oggetto di molti scontri legali, ma, alla fine, fu permesso alla Vee-Jay di vendere l'album fino alla fine del 1964, periodo nel quale vendette oltre 1,3 milioni di copie.

## Storia
Quando il singolo di Please Please Me fu stampato negli Stati Uniti, la Vee Jay Records firmò un accordo di licenze con la Transglobal (un'affiliata della EMI che gestiva artisti esteri negli Stati Uniti) acquisendo il diritto di prelazione sui dischi dei Beatles per cinque anni; la Vee-Jay avrebbe dovuto pubblicare l'album Please Please Me negli U.S.A. e perciò ricevette le copie sia stereo che mono dei nastri tra la fine di aprile e l'inizio di maggio 1963. La Vee-Jay era intenzionata a pubblicare l'album Please Please Me subito dopo che fosse stato pubblicato nel Regno Unito; una bozza creata dalla Universal Recording Corp. di Chicago, probabilmente risalente al maggio 1963, contiene tutte le 14 canzoni dell'album inglese, con gli stessi titoli e nello stesso ordine, ma per rimanere nella consuetudine americana che prevedeva 12 canzoni per album, la Vee-Jay decise di levare Please Please Me e Ask Me Why e cambiare il titolo dell'album in Introducing... The Beatles. I tecnici della Universal, pensando che il conteggio iniziale di Paul McCartney nel brano I Saw Her Standing There fosse estraneo alla traccia e non intenzionale, decise di tagliarlo dalla versione della Vee-Jay, sia mono che stereo. A parte per queste modifiche, l'ordine delle canzoni fu invariato, risultando l'unico album negli U.S.A. del tutto uguale alla versione inglese fino alla pubblicazione di Revolver nel 1966. Le preparazioni per la pubblicazione dell'album continuarono anche nella fine di giugno e l'inizio di luglio del 1963, includendo la fabbricazione di parti metalliche e la stampa di 6 000 copertine. Ma, nonostante qualche fonte fissi la data di pubblicazione il 22 luglio del 1963, non esiste nessun pezzo di carta che dimostri che l'album sia stato pubblicato nel 1963. Dopo una serie di cambiamenti dei direttori per cause legali, la Vee-Jay Records decise di cancellare l'uscita dell'album.

### Prima edizione
Problemi finanziari spinsero la Vee-Jay a occuparsi per prima cosa dei forti debiti e poiché i Beatles erano di bassa priorità, l'etichetta decise di non riportare i diritti sulle loro vendite. Come risultato, Transglobal dichiarò rotto l'accordo l'8 agosto del 1963. Il 14 dicembre 1963, il Billboard scrisse che la Capitol aveva pianificato una campagna promozionale per i Beatles negli U.S.A.. Il 7 gennaio 1964 la Vee-Jay avendo disperato bisogno di entrate, decise di pubblicare comunque l'album anche se ciò avrebbe significato guai giudiziari in futuro; le parti metalliche erano già pronte e 6.000 copertine erano già state stampate anche se prive del retro e perciò furono usate delle stampe pubblicitarie rappresentanti "other fine album of significant interest" che in genere l'etichetta usava per il copri-disco interno. Questa cover è conosciuta dai collezionisti come "Ad Back" (annuncio sul retro) e rimane molto ricercata. Quando queste terminarono, furono usati cartoncini bianchi e le copie con questa copertina presero il nome di "Blank Back" (retro bianco); la terza versione ebbe il retro con la scritta Introducing the Beatles (senza i tre punti) e l'elenco delle canzoni in 2 colonne.
Ma il 16 gennaio del 1964, meno di una settimana dalla pubblicazione dell'album, fu ordinato alla Vee-Jay di fermare la commercializzazione dell'album. La Beechwood Music, Inc., sussidiaria della Capitol, possedeva i diritti di pubblicazione americani per Love Me Do e P.S. I Love You, e poiché le due canzoni non erano ancora state pubblicate ufficialmente negli Stati Uniti, Beechwood rifiutò di concedere il permesso alla Vee-Jay. Furono pubblicate circa 80 000 copie dell'album con le due canzoni incluse, dei quali circa 2 000 in stereo.

### Seconda edizione
Al fine di poter rispettare l'ordine imposto, la Vee-Jay riconfigurò l'album rimuovendo le canzoni "Love Me Do" e "P.S. I Love You" rimpiazzandole con le precedentemente cancellate "Ask Me Why" e "Please Please Me", anche se qualche esemplare non ha la lista tracce modificata. Questa versione venne pubblicata intorno al 10 febbraio 1964. A causa dell'ordine restrittivo questa versione dell'album non entrò nella classifica di Billboard fino a tre settimane dopo Meet the Beatles!  ma quando lo fece arrivò velocemente al secondo posto, dove rimase per nove settimane; toccò poi il secondo posto nella classifica Cash Box e arrivò al primo nella rivista Record World. Nonostante le modifiche fatte, la Vee-Jay e la Capitol si trovarono ugualmente in tribunale a inizio del 1964 e il processo finì il 9 aprile di quell'anno con un accordo tra le due etichette: la Vee-Jay ebbe la licenza sulle sedici canzoni fino al 15 ottobre dello stesso anno e dopo i diritti sarebbero tornati alla Capitol. Nel periodo in cui l'album rimase sul mercato vendette circa 1,3 milioni di copie mono e 41 000 copie in stereo.

## Tracce
Tutte le canzoni sono scritte da John Lennon e Paul McCartney, eccetto dove indicato diversamente:

### Lato 1
1. I Saw Her Standing There (il conteggio "one, two, three" è omesso, si sente solo "four")
2. Misery
3. Anna (Go to Him) (Arthur Alexander)
4. Chains (Gerry Goffin, Carole King)
5. Boys (Luther Dixon, Wes Farrell)
6. Love Me Do (Ask Me Why nella seconda versione)

### Lato 2
1. P.S. I Love You (Please Please Me nella seconda versione)
2. Baby It's You (Burt Bacharach, Mack David, Barney Williams)
3. Do You Want to Know a Secret
4. A Taste of Honey (Ric Marlow, Bobby Scott)
5. There's a Place
6. Twist and Shout (Phil Medley, Bert Russell)